# Фокке, Катарина
Эльсбет Шарлотта Катарина Фо́кке (нем. Elsbeth Charlotte Katharina Focke, урожд. Фридлендер (нем. Friedlaender); 8 октября 1922, Бонн, Веймарская республика — 10 июля 2016, Кёльн, ФРГ) — западногерманский государственный деятель, член СДПГ. В 1972—1976 годах занимала пост федерального министра по делам молодёжи, семьи и здравоохранения.

## Биография
Родилась в семье публициста и политика Эрнста Фридлендера и врача Франциски Шульц. В 1931—1934 годах проживала с семьёй в Швейцарии, в 1934—1946 годах — в Лихтенштейне. В 1946 году получила аттестат зрелости в Давосе и изучала экономику в Цюрихском университете, а также училась на преподавателя немецкого языка, истории и английского языка в Гамбургскои университете. В 1952 году также изучала политические науки в Оклахоме. В 1954 году защитила докторскую диссертацию. В том же году вышла замуж за политика Эрнста Гюнтера Фокке. В 1961—1969 годах работала управляющим директором учебного центра европейской политики в Бонне.
В 1964 году вступила в СДПГ, в 1966—1969 годах избиралась депутатом ландтага Северного Рейна — Вестфалии. В 1969—1980 годах — депутатом бундестага. В 1979—1989 годах была депутатом Европейского парламента, где в 1984—1987 годах возглавляла комитет по развитию и сотрудничеству.
В 1969—1972 годах занимала должность парламентского госсекретаря в ведомстве федерального канцлера. После выборов в бундестаг 1972 года была назначена федеральным министром по делам молодёжи, семьи и здравоохранения в кабинете Вилли Брандта. Фокке сохранила за собой министерский портфель в кабинете Гельмута Шмидта, но вышла из состава правительства после выборов в бундестаг в 1976 году.

## Награды и звания
- Большой офицерский крест ордена «За заслуги перед Федеративной Республикой Германия» (1974)
- Большой крест со звездой и плечевой лентой ордена «За заслуги перед Федеративной Республикой Германия» (1976)
- Орден «За заслуги перед землей Северный Рейн-Вестфалия» (1993)